# Forteresse de Godesburg
La forteresse de Godesburg se trouve à Bad Godesberg, une ancienne localité indépendante de Bonn, en Allemagne. Construite au début du XIIIe siècle sur le mont Godesberg, une colline d'origine volcanique, la forteresse est en grande partie détruite après un siège en 1583, au début de la guerre de Cologne. En 1891, l'empereur allemand Guillaume II fait don des ruines du château à la ville de Bad Godesberg.